# راينر كوفمان
راينر كوفمان (بالألمانية: Rainer Kaufmann) (و. 1959  م) هو مخرج أفلام، وكاتب سيناريو ألماني، ولد في فرانكفورت.

## التعليم
تعلم في جامعة التلفاز والأفلام في ميونخ ‏.

## جوائز
حصل على جوائز منها:
- رومي  [لغات أخرى]‏.

## وصلات خارجية
- راينر كوفمان على موقع IMDb (الإنجليزية)
- راينر كوفمان على موقع مونزينجر (الألمانية)
- راينر كوفمان على موقع ألو سيني (الفرنسية)
- راينر كوفمان على موقع أول موفي (الإنجليزية)
- راينر كوفمان على موقع قاعدة بيانات الأفلام السويدية (السويدية)
- راينر كوفمان على موقع قاعدة بيانات الفيلم (الإنجليزية)
- راينر كوفمان على موقع كينوبويسك (الروسية)